# Eccopisa
Eccopisa é um gênero de mariposa pertencente à família Crambidae.